# Одань (река)
Ода́нь — река в России, протекает по Косинскому району Пермского края. Устье реки находится в 23 км от устья Косы по левому берегу. Длина реки составляет 22 км.
Исток реки находится в лесах в 4 км к юго-западу от деревни Мыс и в 20 км к северо-западу от села Коса. Течёт преимущественно на восток и юго-восток. Приток — Лежга (левый). Впадает в Косу у посёлка Одань.

## Данные водного реестра
По данным государственного водного реестра России относится к Камскому бассейновому округу, водохозяйственный участок реки — Кама от истока до водомерного поста у села Бондюг, речной подбассейн реки — бассейны притоков Камы до впадения Белой. Речной бассейн реки — Кама.
Код объекта в государственном водном реестре — 10010100112111100003116.